# لوت (آلمان)
لوت (به آلمانی: Lotte) یک شهر در آلمان است که در Steinfurt واقع شده‌است. لوت ۱۳٬۵۸۴ نفر جمعیت دارد.